# 银河麒麟
银河麒麟（英語：NeoKylin）是由中国麒麟软件有限公司基于Linux开发的商业操作系统。其社区版为开放麒麟。内置名为Kmre的安卓运行环境，可以运行部分安卓应用。

## 历史

### FreeBSD Kylin
2004年冬推出V1.0版本，主要由FreeBSD改寫。此时的银河麒麟是由国防科技大学、中软公司、联想公司、浪潮集团和民族恒星公司合作研制的商业闭源操作系统，於2001年開始。此操作系统是863计划重大攻关科研项目。
据麒麟软件官方网站称，此时的银河麒麟整合了mach、FreeBSD、Linux、Windows四种架构，但之后因技术困难而放弃。

### Linux Kylin
Kylin 3.0版之後，改用Linux來改寫，但是它並沒有依照GPL，將原始碼開放，以專有軟體方式運行。

### 中标麒麟
2010年12月16日，两大国产操作系统——民用的“中标Linux”操作系统和解放军研制的“银河麒麟”操作系统在上海正式宣布合并，此后双方共同以“中标麒麟”（英語：NeoKylin）的新品牌统一出现在市场上，并将开发军民两用的操作系统。开发方中标软件有限公司和国防科技大学同日缔结了战略合作协议。双方今后将共同开发操作系统，共同成立操作系统研发中心，共同开拓市场，并将在“中标麒麟”的统一品牌下发布统一的操作系统产品。

### 天津麒麟
天津麒麟成立于2014年，由中国电子信息产业集团、滨海新区军民融合创新研究院和天津市政府共同发起成立。国防科技大学将“麒麟”“银河麒麟”“KYLIN”等商标及相关知识产权授予了天津麒麟。

### 公司合并
2019年12月6日，中标软件和之后继承银河麒麟品牌天津麒麟整合为麒麟软件（KylinSoft）有限公司，共同开发银河麒麟和中标麒麟。
2020年8月13日，银河麒麟操作系统V10发布，廖湘科宣布采用麒麟操作系统的中国党政企业已经超过了10000家。据称，桌面版本中集成了安卓兼容生态以及兼容了丰富的外设。2021年4月19日，新闻联播报道称银河麒麟操作系统参与了天问一号、嫦娥五号等中国重大科学工程。

## 争议
银河麒麟2.0版发布后，宣传具有完全自主知识产权。2006年4月27日网友Dancefire的一篇技术分析文章中，银河麒麟2.0.XX版本与开源操作系统FreeBSD5.3版本在有着很高的相似度（函数名上有99.45%的相似度，源代码上有60%左右的相似度）。FreeBSD作为开源软件，是允许第三方修改并使用其源代码，但必须声明是修改自FreeBSD。而银河麒麟在最初却声称是自主知识产权，从而引起非议。